# Chloé (obraz Jules’a Josepha Lefebvre’a)

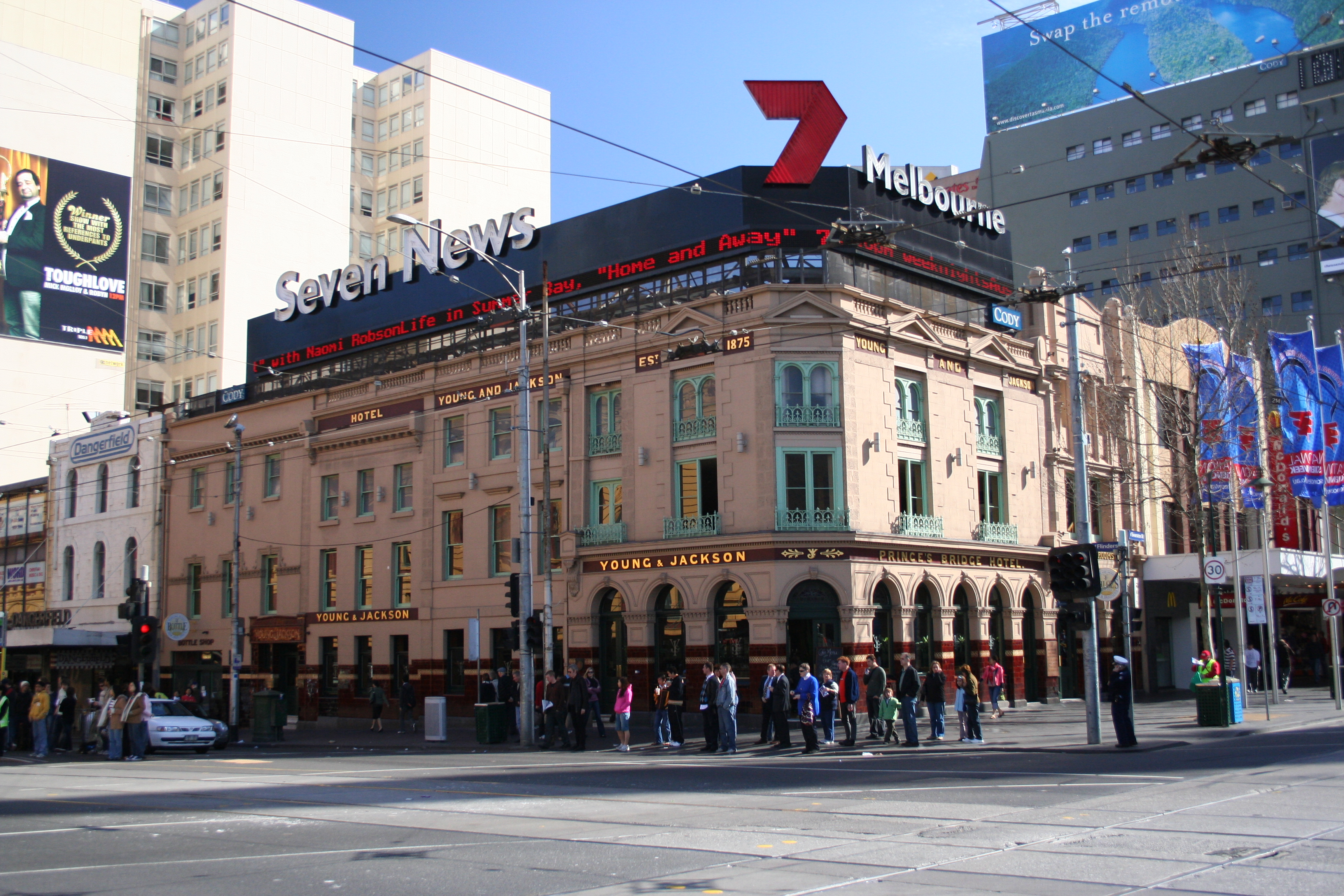
Pub Young and Jackson w Melbourne, gdzie znajduje się obraz

Chloé − obraz olejny Jules’a Josepha Lefebvre’a, namalowany w 1875. Obecnie znajduje się w Melbourne, w jednym z najstarszych australijskich pubów w hotelu Young & Jackson.

## Obraz
Mierzący 260 na 139 cm obraz przedstawia stojącą, nagą modelkę z prawą ręką na biodrze i patrzącą w lewą stronę. Jeden z krytyków opisał go jako dziwnie aseksualny, choć przedstawiający jędrną dziewuszkę. Po raz pierwszy został wystawiony publicznie w Salon de Paris w 1875, gdzie zdobył złoty medal. Został też nagrodzony złotymi medalami na wystawach Sydney Internation Exhibition (1879) i Melbourne International Exhibition (1880).
Modelką była 19-letnia Marie, kochanka Lefebvre’a. Dwa lata po powstaniu obrazu Marie popełniła samobójstwo po tym, jak Lefebvre poślubił jej siostrę.

## Historia
W 1882 obraz został za 850 funtów szterlingów kupiony przez melbourniańskiego lekarza, dr. Thomasa Fitzgeralda. Fitzgerald wypożyczył go do National Gallery of Victoria, co wywołało publiczny skandal. Szczególne oburzenie spowodował fakt, że „niemoralny” obraz mógł być oglądany w niedzielę. Po licznych protestach Kościoła prezbiteriańskiego i organizacji religijnej Sunday Observance League obraz zdjęto z galerii. W późniejszym czasie Fitzgerald zawiesił go u siebie w domu tak, że był on widoczny z ulicy, ale po kolejnych protestach został zmuszony do przeniesienia go do pokoju z tyłu domu.
W 1909, po śmierci Fitzgeralda, malowidło zakupił Henry Figsby Young. Żona Younga nie życzyła sobie, aby ten obraz wisiał u nich w domu i Young zawiesił go w swoim pubie Young and Jackson. Tym razem publiczne wystawienie Chloé nie wywołało już żadnych protestów i obraz stał się jednym z najbardziej znanych i popularnych w Melbourne.
W 1945 obraz został uszkodzony, gdy pijany żołnierz amerykański rzucił kuflem w Chloé, krzycząc, że jeżeli on jej nie może mieć, to nikt jej nie dostanie. Wynikła bójka między żołnierzami australijskimi i amerykańskimi rozlała się na pobliskie ulice i wzięło w niej udział przynajmniej kilkadziesiąt osób.
Obraz został naprawiony w National Gallery of Victoria. Aby zapobiec podobnym wypadkom, został on wystawiony za chroniącą go szybą. W 2004 obraz został ponownie uszkodzony, tym razem wskutek pęknięcia szyby po tym, jak ktoś nieostrożnie się o nią oparł. Po naprawie w Ian Potter Gallery obraz ponownie wrócił do pubu, gdzie znajduje się nadal.